# Lijst van nummer 1-hits in Portugal in 2012
Deze hits stonden in 2012 op nummer 1 in de Portugal Top 20, de bekendste hitlijst in Portugal.
| Datum        | Artiest                | Titel                        |
| ------------ | ---------------------- | ---------------------------- |
| 1 januari    | Pablo Alborán          | Perdóname                    |
| 8 januari    | Pablo Alborán          | Perdóname                    |
| 15 januari   | Pablo Alborán          | Perdóname                    |
| 22 januari   | Michel Teló            | Ai se eu te pego!            |
| 29 januari   | Michel Teló            | Ai se eu te pego!            |
| 5 februari   | Pablo Alborán          | Perdóname                    |
| 12 februari  | Pablo Alborán          | Perdóname                    |
| 19 februari  | Pablo Alborán          | Perdóname                    |
| 26 februari  | Pablo Alborán          | Perdóname                    |
| 4 maart      | Pablo Alborán          | Perdóname                    |
| 11 maart     | Pablo Alborán          | Perdóname                    |
| 18 maart     | Boss AC                | Sexta-feira (Emprego bom ja) |
| 25 maart     | Pablo Alborán          | Perdóname                    |
| 1 april      | Pablo Alborán          | Perdóname                    |
| 8 april      | Pablo Alborán          | Perdóname                    |
| 15 april     | Pablo Alborán          | Perdóname                    |
| 22 april     | Pablo Alborán          | Perdóname                    |
| 29 april     | Pablo Alborán          | Perdóname                    |
| 6 mei        | Pablo Alborán          | Perdóname                    |
| 13 mei       | Pablo Alborán          | Perdóname                    |
| 20 mei       | Pablo Alborán          | Perdóname                    |
| 27 mei       | Fun. & Janelle Monáe   | We are young                 |
| 3 juni       | Pablo Alborán          | Perdóname                    |
| 10 juni      | Gotye & Kimbra         | Somebody That I Used to Know |
| 17 juni      | Fun. & Janelle Monáe   | We are young                 |
| 24 juni      | Fun. & Janelle Monáe   | We are young                 |
| 1 juli       | Gotye & Kimbra         | Somebody That I Used to Know |
| 8 juli       | Os Azeitonas           | Anda comigo ver os avioes    |
| 15 juli      | Pablo Alborán          | Perdóname                    |
| 22 juli      | Pablo Alborán          | Perdóname                    |
| 29 juli      | Pablo Alborán          | Perdóname                    |
| 5 augustus   | Os Azeitonas           | Anda comigo ver os avioes    |
| 12 augustus  | Pablo Alborán          | Perdóname                    |
| 19 augustus  | Pablo Alborán          | Perdóname                    |
| 26 augustus  | Maroon 5 & Wiz Khalifa | Payphone                     |
| 2 september  | Fun. & Janelle Monáe   | We are young                 |
| 9 september  | Pablo Alborán          | Perdóname                    |
| 16 september | Liquideep              | Alone                        |
| 23 september | Liquideep              | Alone                        |
| 30 september | will.i.am & Eva Simons | This is love                 |
| 7 oktober    | PSY                    | Gangnam style                |
| 14 oktober   | PSY                    | Gangnam style                |
| 21 oktober   | PSY                    | Gangnam style                |
| 28 oktober   | PSY                    | Gangnam style                |
| 4 november   | PSY                    | Gangnam style                |
| 11 november  | PSY                    | Gangnam style                |
| 18 november  | PSY                    | Gangnam style                |
| 25 november  | Rihanna                | Diamonds                     |
| 2 december   | Rihanna                | Diamonds                     |
| 9 december   | Rihanna                | Diamonds                     |
| 16 december  | Rihanna                | Diamonds                     |
| 23 december  | Rihanna                | Diamonds                     |
| 30 december  | PSY                    | Gangnam style                |